# DVCAM

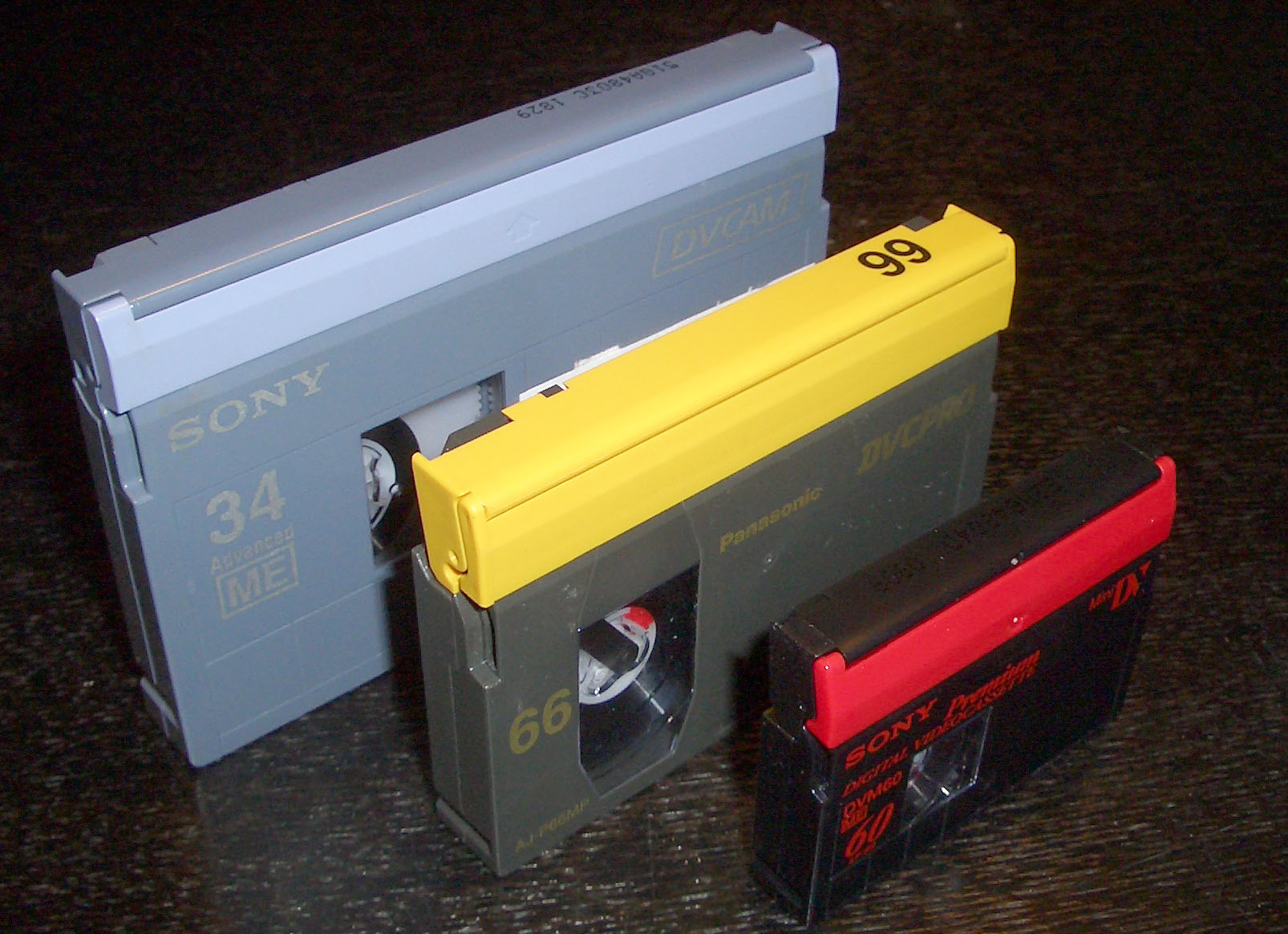
Porównanie wielkości nośników. Od lewej: duża kaseta DVCAM, DVCPro i
MiniDV

DVCAM – rozwinięcie systemu DV opracowane przez firmę Sony, skierowane do odbiorców profesjonalnych.

## Kasety
Standard DVCAM korzysta z takich samych kaset wideo jak w przypadku standardu DV. Rejestracja jest dokonywana na kasetach o dwóch rozmiarach:
- standardowy - 125,0 mm x 78,0 mm x 14,6 mm, mieści 184 minuty materiału
- mini - 66,0 mm x 48,0 mm x 12,2 mm, mieści 40 minut materiału.

Powierzchnia taśmy jest naparowana kobaltem. Szerokość taśmy wynosi 6,35 mm, a jej grubość 7,0 μm.
Dane są zapisywane helikalnie. Każda ścieżka o szerokość 15 μm podzielona jest na 4 sektory: ITI (Insert and Track Information), Audio, Video i Subcode sectors. Prędkość przesuwu taśmy to 28,221 mm/s.
Szersza ścieżka zapisu i większa prędkość przesuwu taśmy w porównaniu do formatu DV zwiększa odporność na dropy i ułatwia edycję materiału.

## Format sygnału
Próbkowanie odbywa się w formacie 4:2:0. Sygnał luminancji jest próbkowany z częstotliwością 13,5 MHz (720 pikseli na linię), a sygnały różnicowe kolorów z częstotliwością 6,5 MHz (360 piskeli na linię). W każdej ramce przesyłanych jest 576 aktywnych linii. Spróbkowane dane wideo są kompresowane ze stałym współczynnikiem 5:1 z użyciem DCT (dyskretnej transformaty kosinusowej) i VLC (kodowania o zmiennej długości). Stosuje się kodowanie intra-frame. Przepływność strumienia wideo wynosi 25 Mb/s.
Istnieje możliwość zapisu 2 kanałów audio z próbkowaniem 48 kHz i rozdzielczością 16 bit lub 4 kanałów o parametrach 32 kHz/12 bit.

## Interfejsy wejścia/wyjścia
- SDI - interfejs cyfrowy służący do przesyłu nieskompresowanego sygnału wideo w czasie rzeczywistym. Sygnał zapisany na taśmie jest dekompresowany do formatu 4:2:0, a następnie konwertowany do 4:2:2. Ścieżki audio o parametrach 48 kHz/16 bit są dołączane (embeddowane) do strumienia wideo (w przypadku formatu 32 kHz/12 bit są najpierw konwertowane do 48 kHz/16 bit)
- i.LINK - interfejs szeregowy o dużej przepływności, transportujący jednocześnie obraz, dźwięk, dane systemowe i sygnały sterujące. Umożliwia sterowanie magnetowidem bez konieczności użycia dodatkowego kabla RS-422A. Przepływność transmisji wynosi 100 Mb/s.

## Kompatybilność
Problemem, z jakim spotkać się może użytkownik DVCAM, jest brak pełnej kompatybilności ze sprzętem klasy DV, tj. nagrywać w formacie DVCAM można tylko na sprzęcie oznaczonym logo DVCAM, natomiast odtwarzanie nagranego w tym formacie materiału jest możliwe przez większą grupę urządzeń. Wszystkie maszyny DVCAM odtwarzają taśmy nagrane w formacie DV.

## Podsumowanie

### Zalety
- profesjonalny, akceptowalny przez stacje TV format
- większa odporność na zanieczyszczenia i uszkodzenia materiału
- dźwięk zsynchronizowany z obrazem

### Wady
- ograniczona liczba sprzętu, ograniczająca się właściwie do sprzętu marki Sony
- wyższe koszty nośników
- na kasetach miniDV można zapisać około 2/3 materiału w systemie DVCAM niż w systemie SP DV.